# Juan Agustín Morfi
Juan Agustín Morfi Cortina (Oviedo, 17 de julio de 1735-México, 20 de octubre de 1783) fue un fraile franciscano, nacido en Asturias, España, en 1735, fallecido en México, Nueva España, en 1783. Se le considera el cronista e historiador más importante de Nueva Filipinas. Para el investigador Mariano Errasti Ugarte, Morfi se sitúa entre las figuras más prodigiosas de cinco siglos de obra franciscana en América. : 205 

## Primeros años de vida
Nacido en Oviedo, el 17 de julio, según consta en los registros bautismales de la parroquia de San Tirso, era hijo de Juan Morfi, inmigrante irlandés cuyo apellido en origen era Murphy, casado con María Antonia Cortina, casada en segundas nupcias y de Oviedo. En su documento de ingreso al Convento Grande de San Francisco en México en 1760 registra que tenía 25 años en ese momento, lo que indica una fecha de nacimiento alrededor de 1735. Sus padres fueron Juan Morfi, irlandés, y María Antonia Cortina, española. Tenía hermanos, una hermana (Vicenta), y tres hermanos (Mateo Antonio, Juan Benito y Fernando).  Llegó a América entre 1755 y 1756. : 185 Toma los hábitos franciscanos el 10 de marzo de 1760 y profesó como fraile franciscano el 3 de mayo de 1761.

## Carrera
Morfi enseñó teología en el Colegio de Santa Cruz de Tlatelolco y posteriormente en el Convento Grande. Fue nombrado capellán de la expedición de Teodoro de Croix de 1777-1778 a través de las Provincias Internas en el norte de Nueva España. En 1782 fue elegido Guardián del Convento Grande.

## Vida intelectual
La biblioteca personal de Morfi a su muerte comprendía más de cien manuscritos y más de un centenar de libros, más de ochenta de los cuales había encargado a España. Llevó cuarenta libros durante sus viajes con De Croix.
Consultó al menos 200 documentos gubernamentales y franciscanos, de 70 autores diferentes, y añadió sus agudas observaciones para narrar con franqueza la vida en el norte de Nueva España. Escribió en 1782, por ejemplo, que los hopi del Río Grande estaban en mejor situación, a pesar de haber mantenido su independencia del dominio español, que otras tribus que no lo habían hecho.

## Muerte
Murió a los 48 años de edad el 20 de octubre de 1783 en el mismo Convento Grande de San Francisco donde fue ordenado sacerdote. 

## Obras
- Tractus de Fide, Spe y Charitate, 1766
- Relación geográfica e histórica de la provincia de Texas o Nuevas Filipinas, 1673-1779 . Traducido por Carlos Castañeda como "Historia de Texas: 1673-1779. Por fray Juan Agustín Morfi. Misionero, Maestro, Historiador". 2 volúmenes, Albuquerque, 1935
- Memorias para la historia de Texas o Nuevas Filipinas
- Viaje de Indios y Diario del Nuevo México
- Diario y derrotero, 1771-1781
- La seguridad del patrocinio de María Santísima de Guadalupe. Mexico, 1772
- Diálogos sobre la elocuencia en general y sobre la del Púlpito en particular del señor Arzobispo de Cambrai con la Carta de éste sobre la Poesía y la Historia. 2 volúmenes, Madrid, 1795

## Sermones conservados
- A la Virgen de Guadalupe (1772)
- La nobleza y piedad de los Montañeses (1775)